# هرنادنمتی
هرنادنمتی (به مجاری:  Hernádnémeti) یک منطقهٔ مسکونی در مجارستان است که در ناحیه میشکولتس واقع شده‌است.